# Ара (озеро)
Ара (норв. Ara), або Аремаркшеен (норв. Aremarksjøen) — озеро в комуні Аремарк у фюльке Вікен, Норвегія.